# Villa rustica na Zlatnom ratu
Villa rustica nalazi se na Zlatnom ratu u Bolu na Braču.

## Opis
Zapadno od Bola na Zlatnom ratu nalazila se villa rustica. Sačuvani su ostaci njene cisterne za vodu (piscine) pravokutnog oblika (6,35 x 3,10 x 3 m). Zidovi debeli oko 60 cm građeni su manjim pravilno klesanim kamenjem, a u podanku velikim lomljenim blokovima. Unutrašnjost je ožbukana debelim slojem hidraulične žbuke. Cisterna je bila presvođena bačvastim svodom, od kojega je donedavno bio sačuvan potporni luk. Tragovi ostalih zidova tog kompleksa uglavnom su uništeni. Uz nalazište nalazi se gomila kamenja s ulomcima rimske keramike i ulomkom poklopca kamene posude. Prilikom gradnje ceste za Murvicu otkriveno je nekoliko rimskih grobova koji su vjerojatno pripadali stanovnicima vile.

## Zaštita
Pod oznakom Z-4633 zavedeno je kao nepokretno kulturno dobro - pojedinačno, pravna statusa zaštićena kulturnog dobra, klasificirano kao "arheološka baština".

## Vanjske poveznice
|  | Zajednički poslužitelj ima još gradiva o temi Villa rustica na Zlatnom ratu |